# Zdzisław Wilusz
Zdzisław Wilusz (ur. 29 grudnia 1906 we Lwowie, zm. 31 marca 1963 w Turwi – polski profesor nauk leśnych, żołnierz Armii Krajowej pseud. „Rafał Sęk”

## Życiorys
Zdzisław Wilusz urodził się w rodzinie dyplomowanego leśnika Józefa Wilusza. Gimnazjum humanistyczne ukończył w Rohatyniu, a studia − na Wydziale Leśnym SGGW w 1933. Podczas studiów był członkiem Polskiej Korporacji Akademickiej „Ostoja”. Pracę magisterską Wpływ graba na kształtowanie się strzały dębu napisał pod kierunkiem prof. Władysława Jedlińskiego. Pod koniec studiów pracował w Dyrekcji Lasów Państwowych w Warszawie (1932–1934). Później był leśniczym w Radoszycach (1934-1935), nadleśniczym w Rzepichowie, a od października 1937 pracował ponownie w Dyrekcji Lasów Państwowych w Warszawie.  
W 1939 został zmobilizowany i walczył w kampanii wrześniowej, a od 1940 − działał w konspiracji jako „Rafał Sęk”. Od 1943 jego oddział działał na terenie Lasów Janowskich i Puszczy Solskiej. We wrześniu 1943 dowodził atakiem oddziału Armii Krajowej na Janów Lubelski, gdzie zarekwirowano znaczne zapasy odzieży i żywności dla oddziałów AK. Po dwóch tygodniach wziął udział w ataku na więzienie gestapo w Biłgoraju, podczas którego uwolniono wszystkich więźniów. 
Po wkroczeniu Armii Czerwonej w 1944 podjął pracę w Państwowym Instytucie Naukowym Gospodarstwa Wiejskiego w Puławach, gdzie założył i kierował Zakładem Ekologii oraz lasem doświadczalnym „Ruda”. W 1950 na Wydziale Leśnym Uniwersytetu Poznańskiego obronił pracę doktorską Z badań nad ekologią drobnych ssaków. W kwietniu 1951 został zatrudniony w Zakładzie Dendrologii i Pomologii w Kórniku na stanowisku adiunkta, a w październiku − na stanowisku docenta. W Turwi na terenie dawnego majątku Dezyderego Chłapowskiego utworzył terenową Stację Doświadczalną Zadrzewień Śródpolnych tego zakładu, gdzie prowadził badania nad wpływem lasu na mikroklimat, stosunki wodne i plonowanie roślin rolniczych. Zajmował się także genetyką drzew leśnych, prowadził badania ekotypów sosny zwyczajnej w celu wyboru drzewostanów o najlepszych cechach gospodarczych oraz wyboru drzew doborowych w obrębie tych drzewostanów. W 1962 placówka została przekształcona w Zakład Dendrologii i Arboretum Kórnickiego PAN, a Zdzisław Wilusz został zastępcą dyrektora. W 1962 Rada Państwa nadała Zdzisławowi Wiluszowi tytuł naukowy profesora nadzwyczajnego. Od 1953 pracował także w Instytucie Ochrony Roślin w Poznaniu, gdzie był kierownikiem Pracowni Biocenotycznej i członkiem Rady Naukowej. Tam prowadził badania nad metodami biologicznej walki ze stonką ziemniaczaną, wpływem zadrzewień na pojawy szkodników roślin uprawnych, rolą ptactwa w walce ze szkodnikami, wpływem chemicznej walki ze szkodnikami i chorobami na pewne czynniki biocenozy. Współpracował także z Komitetem Gospodarki Wodnej PAN, dla którego opracował memoriał o roli zadrzewień śródpolnych w polepszeniu bilansu wodnego w obrębie zlewni na obszarze Polski.    
Profesor Zdzisław Wilusz był autorem ponad 30 artykułów naukowych z zakresu ekologii i genetyki drzew leśnych. Należał m.in. do Polskiego Towarzystwa Leśnego i Polskiego Towarzystwa Botanicznego.   
Zmarł nagle w Turwi w wieku 56 lat. Został pochowany w Puławach na cmentarzu sąsiadującym z lasami leśnictwa „Ruda”, którymi zarządzał w latach 1946−1951.   

## Upamiętnienie
- W Kazimierzu Dolnym przy dużym dębie znajduje się pamiątkowa kapliczka z tabliczką poświęcona profesorowi Wiluszowi.
- Zasługi profesora Zdzisława Wilusza upamiętnia ponadto tablica wmurowana w ścianę pałacu w Turwi.
- Na ścianie pałacu w Turwi znajduje się obraz Zdzisława Wilusza obok obrazu Dezyderego Chłapowskiego.

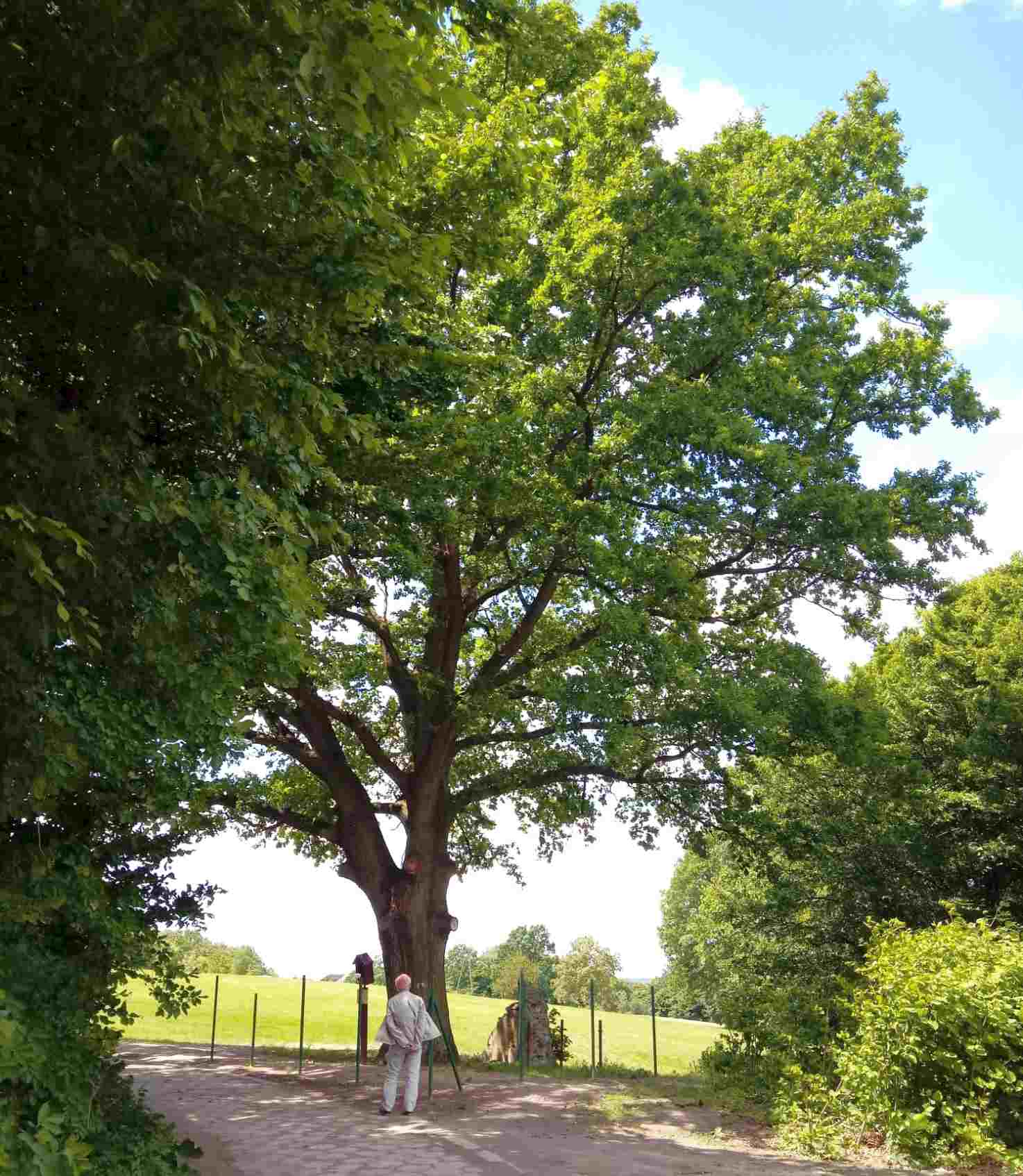
Dąb z tabliczką o profesorze Z. Wiluszu w Kazimierzu Dolnym
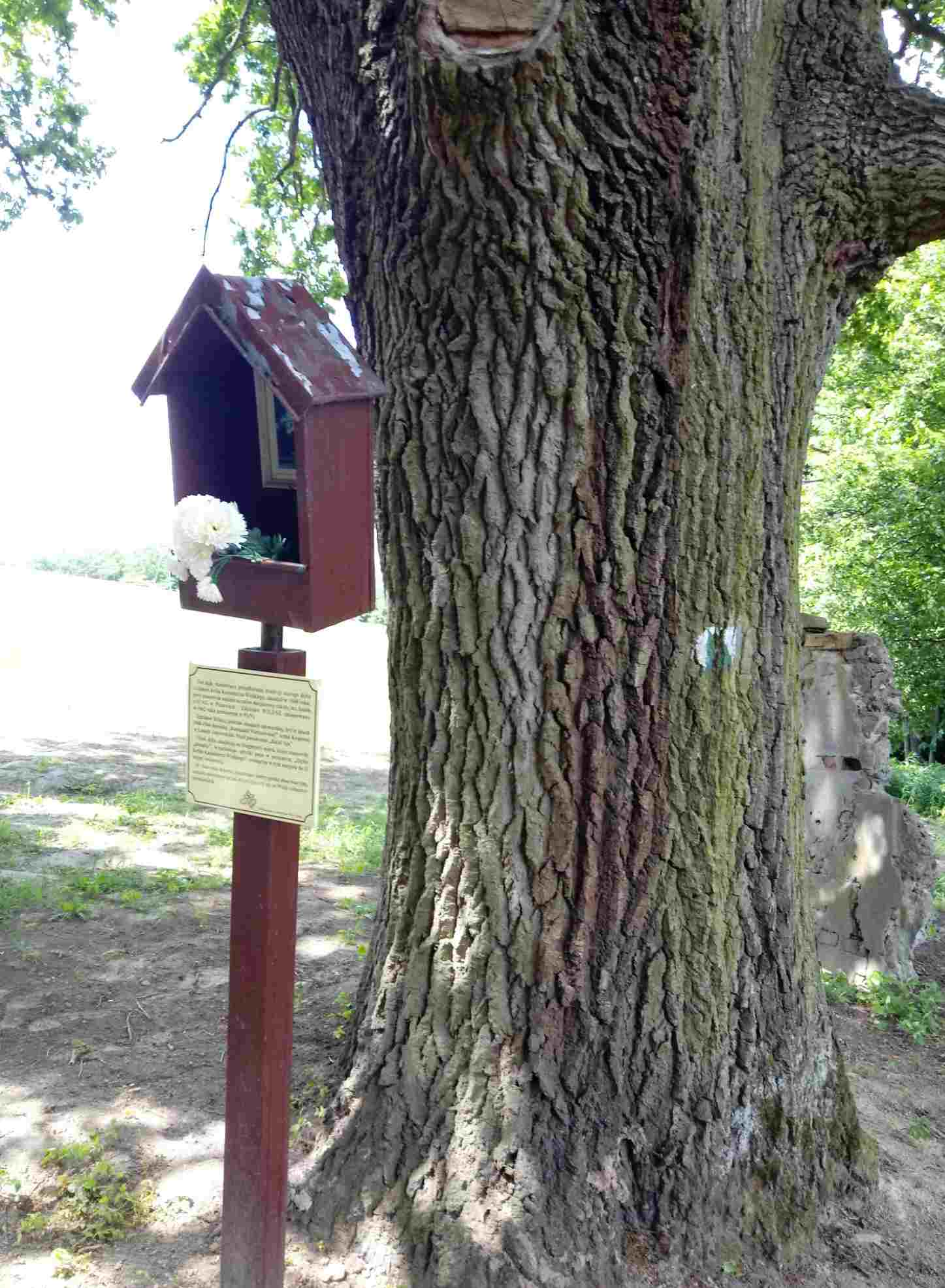
Tabliczka z informacją o profesorze Z. Wiluszu
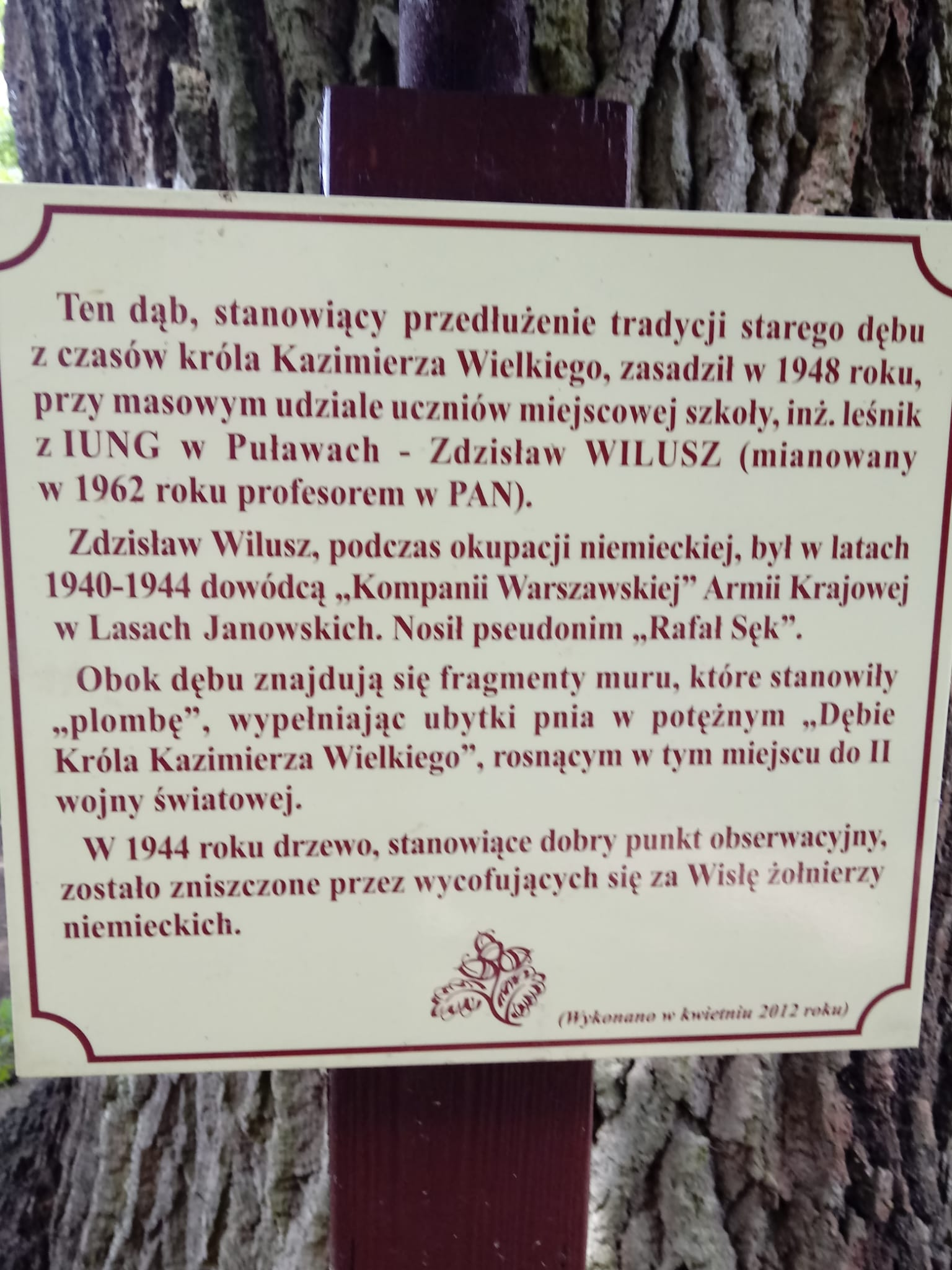
Treść tabliczki o profesorze Z. Wiluszu

## Wybrane publikacje[1][9]
- Z badań nad ekologią drobnych ssaków. „Prace Zakł. Dendr. i Pom. w Kórniku” 1952
- Spostrzeżenia nad ekologią drobnych ssaków w sadzie i Arboretum Kórnickim. „Prace Zakł. Dendr. i Pom. w Kórniku” 1952
- Wstępne badania nad charakterystyką niektórych środowisk Populus × euramericana marilandica Bocs. „Ekol. Polska” 1953, 1(4)
- Wstępne doniesienie z badań zadrzewień ochronnych w Turwi. „Biul. Kom. Ekol.” 1954, 2
- Projekt badań ekotypów sosny zwyczajnej. „Ekol. Polska” 1955, B, I(1-2), s. 35-41
- Drzewa doborowe (Nowy kierunek zmierzający do podniesienia produkcyjności lasu). „Las Polski” 1955, 22, s. 6-8
- Mikromigracja stonki. Post. Nauk Roln. 1956, 1
- Z badań nad migracją Microtus arvalis Pall. „Ekol. Polska” 1956, A11
- Wpływ zadrzewień ochronnych na wilgotność gleb. „Zesz. Probl. Post. Nauk Roln.” 1956, 8
- Wpływ zadrzewienia ochronnego na gospodarkę wodną i plonowanie przyległych terenów. „Ekol. Polska” 1958, 6(1)
- Z metodyki badań nad składem pokarmu niektórych ptaków drapieżnych. „Ekol. Polska” 1958, 4(4)
- Wpływ masowego stosowania trucizn na biocenozę pól ziemniaczanych. „Prace Naukowe IOR.” Poznań 1959 (wsp. W. Węgorek)
- Znaczenie ekologiczne zadrzewień. „Post. Nauk Roln.” 1960, 3 (wsp. J. Jaworski)
- Czy plantacje nasienne są potrzebne? „Las Polski ”1960, 18, s. 15-17
- Rezultaty prac z zakresu wyboru „drzew doborowych” do 1960 r. „Arboretum Kórnickie” 1961, 6, s. 289-296 (wsp. T. Jakuszewski)
- Dalsze postępy prac z zakresu wyboru „drzew doborowych”. „Arbor. Kórnickie” 1962, 7, s. 281-283
- Rozwój metodyki drzew doborowych. „Arbor. Kórnickie” 1964, 4, s. 283-287 (wsp. M. Giertych, T. Jakuszewski, B. Młynarczyk, T. Przybylski)
- Probleme de la protection des champs pour des rideaux d'arbres en Pologne. International Union for Concervation en natural Resources. Varsovie 1960